# Trentino Volley 2010-2011

## Mercato

### Arrivi
- Dore Della Lunga da Marmi Lanza Verona (ritorno prestito)[1]
- Massimo Colaci da Marmi Lanza Verona[2]
- Nicola Leonardi da Canadiens Mantova (ritorno prestito)[3]
- Jan Stokr da Rpa-Luigi Bacchi.it Perugia[4]
- Valentin Bratoev da Quasar Massa Versilia[5]

### Partenze
- Michele Fedrizzi a Club Italia (prestito)[6]
- Francesco Corsini a M. Roma Volley[7]
- Renaud Herpe a Marmi Lanza Verona[6]
- Lorenzo Gallosti a Volley Segrate 1978 (prestito)[6]
- Leadro Vissotto Neves a Volei Futuro ( Brasile)[8]

All'interno dello staff si registrò la partenza, dopo tre stagioni, del secondo allenatore Sergio Busato, che venne sostituito da Roberto Serniotti.

## Risultati
- Campione del Mondo, finale giocata con Bełchatów
- Campione d'Europa, finale giocata con Dinamo Kazan
- Campione d'Italia, finale giocata con Cuneo
- Sconfitta in finale di Supercoppa italiana da Cuneo
- Sconfitta in finale di Coppa Italia da Cuneo

## Statistiche
Statistiche della stagione agonistica 2010-2011, che ha visto la Trentino Volley impegnata in 5 manifestazioni.
- 52 partite giocate:

26 in regular season Serie A1,
9 nei playoff scudetto,
8 in CEV Champions League,
5 nel Mondiale per club,
3 in Coppa Italia,
1 in Supercoppa italiana.
- 45 vittorie:

25 in regular season Serie A1,
7 nei playoff scudetto,
6 in CEV Champions League,
5 nel Mondiale per club,
2 in Coppa Italia.
- 7 sconfitte:

1 in regular season Serie A1,
2 nei playoff scudetto,
2 in CEV Champions League,
1 in Coppa Italia,
1 in Supercoppa italiana
- Set vinti: 151
- Set persi: 39
- Quoziente set: 3,87
- Giocatore pluripresente: Massimo Colaci (51 presenze)
- Miglior realizzatore: Jan Štokr (662 punti)
- Record:

115 punti in Bre Banca Lannutti Cuneo-Itas Diatec Trentino 2-3 del 3 aprile 2011,
18 muri in Trentino BetClic-Drean Bolivar 3-1 del 17 dicembre 2010,
12 ace in Itas Diatec Trentino-M. Roma Volley 3-1 del 20 febbraio 2011.

## Rosa
| \| Allenatore: Radostin Stojčev \| \| \| \| \| Nome \| Naz. sport. \| Nome \| Naz. sport. \| \| Palleggiatori \| \| \| \| \| 6 Łukasz Żygadło \| Polonia \| 7 Raphael de Oliveira \| Brasile \| \| Centrali \| \| \| \| \| 2 Nicola Leonardi \| Italia \| 3 Emanuele Birarelli \| Italia \| \| 9 Andrea Sala \| Italia \| 15 Riad Garcia \| Brasile \| \| Schiacciatori-laterali \| \| \| \| \| 1 Matej Kazijski \| Bulgaria \| 4 Dore Della Lunga \| Italia \| \| 5 Osmany Juantorena \| Cuba \| 10 Valentin Bratoev \| Bulgaria \| \| Opposti \| \| \| \| \| 11 Tsvetan Sokolov \| Bulgaria \| 14 Jan Štokr \| Rep. Ceca \| \| Liberi \| \| \| \| \| 13 Massimo Colaci \| Italia \| 16 Andrea Bari \| Italia \| Note: Roberto Serniotti - 2º Allenatore | Stokr · # 14 Birarelli · # 3 Kazijski · # 1 Juantorena · # 5 Sala · # 9 Raphael · # 7 Bari · # 16 |                       |             |
| Allenatore: Radostin Stojčev |                                                                                                   |                       |             |
| Nome | Naz. sport.                                                                                       | Nome                  | Naz. sport. |
| Palleggiatori |                                                                                                   |                       |             |
| 6 Łukasz Żygadło | Polonia                                                                                           | 7 Raphael de Oliveira | Brasile     |
| Centrali |                                                                                                   |                       |             |
| 2 Nicola Leonardi | Italia                                                                                            | 3 Emanuele Birarelli  | Italia      |
| 9 Andrea Sala | Italia                                                                                            | 15 Riad Garcia        | Brasile     |
| Schiacciatori-laterali |                                                                                                   |                       |             |
| 1 Matej Kazijski | Bulgaria                                                                                          | 4 Dore Della Lunga    | Italia      |
| 5 Osmany Juantorena | Cuba                                                                                              | 10 Valentin Bratoev   | Bulgaria    |
| Opposti |                                                                                                   |                       |             |
| 11 Tsvetan Sokolov | Bulgaria                                                                                          | 14 Jan Štokr          | Rep. Ceca   |
| Liberi |                                                                                                   |                       |             |
| 13 Massimo Colaci | Italia                                                                                            | 16 Andrea Bari        | Italia      |

| Allenatore: Radostin Stojčev |             |                       |             |
| Nome                         | Naz. sport. | Nome                  | Naz. sport. |
| Palleggiatori                |             |                       |             |
| 6 Łukasz Żygadło             | Polonia     | 7 Raphael de Oliveira | Brasile     |
| Centrali                     |             |                       |             |
| 2 Nicola Leonardi            | Italia      | 3 Emanuele Birarelli  | Italia      |
| 9 Andrea Sala                | Italia      | 15 Riad Garcia        | Brasile     |
| Schiacciatori-laterali       |             |                       |             |
| 1 Matej Kazijski             | Bulgaria    | 4 Dore Della Lunga    | Italia      |
| 5 Osmany Juantorena          | Cuba        | 10 Valentin Bratoev   | Bulgaria    |
| Opposti                      |             |                       |             |
| 11 Tsvetan Sokolov           | Bulgaria    | 14 Jan Štokr          | Rep. Ceca   |
| Liberi                       |             |                       |             |
| 13 Massimo Colaci            | Italia      | 16 Andrea Bari        | Italia      |

| \| Allenatore: Radostin Stojčev \| \| \| \| \| Nome \| Naz. sport. \| Nome \| Naz. sport. \| \| Palleggiatori \| \| \| \| \| 6 Łukasz Żygadło \| Polonia \| 7 Raphael de Oliveira \| Brasile \| \| Centrali \| \| \| \| \| 2 Nicola Leonardi \| Italia \| 3 Emanuele Birarelli \| Italia \| \| 9 Andrea Sala \| Italia \| 15 Riad Garcia \| Brasile \| \| Schiacciatori-laterali \| \| \| \| \| 1 Matej Kazijski \| Bulgaria \| 4 Dore Della Lunga \| Italia \| \| 5 Osmany Juantorena \| Cuba \| 10 Valentin Bratoev \| Bulgaria \| \| Opposti \| \| \| \| \| 11 Tsvetan Sokolov \| Bulgaria \| 14 Jan Štokr \| Rep. Ceca \| \| Liberi \| \| \| \| \| 13 Massimo Colaci \| Italia \| 16 Andrea Bari \| Italia \| Note: Roberto Serniotti - 2º Allenatore | Stokr · # 14 Birarelli · # 3 Kazijski · # 1 Juantorena · # 5 Sala · # 9 Raphael · # 7 Bari · # 16 |                       |             |
| Allenatore: Radostin Stojčev |                                                                                                   |                       |             |
| Nome | Naz. sport.                                                                                       | Nome                  | Naz. sport. |
| Palleggiatori |                                                                                                   |                       |             |
| 6 Łukasz Żygadło | Polonia                                                                                           | 7 Raphael de Oliveira | Brasile     |
| Centrali |                                                                                                   |                       |             |
| 2 Nicola Leonardi | Italia                                                                                            | 3 Emanuele Birarelli  | Italia      |
| 9 Andrea Sala | Italia                                                                                            | 15 Riad Garcia        | Brasile     |
| Schiacciatori-laterali |                                                                                                   |                       |             |
| 1 Matej Kazijski | Bulgaria                                                                                          | 4 Dore Della Lunga    | Italia      |
| 5 Osmany Juantorena | Cuba                                                                                              | 10 Valentin Bratoev   | Bulgaria    |
| Opposti |                                                                                                   |                       |             |
| 11 Tsvetan Sokolov | Bulgaria                                                                                          | 14 Jan Štokr          | Rep. Ceca   |
| Liberi |                                                                                                   |                       |             |
| 13 Massimo Colaci | Italia                                                                                            | 16 Andrea Bari        | Italia      |

| Allenatore: Radostin Stojčev |             |                       |             |
| Nome                         | Naz. sport. | Nome                  | Naz. sport. |
| Palleggiatori                |             |                       |             |
| 6 Łukasz Żygadło             | Polonia     | 7 Raphael de Oliveira | Brasile     |
| Centrali                     |             |                       |             |
| 2 Nicola Leonardi            | Italia      | 3 Emanuele Birarelli  | Italia      |
| 9 Andrea Sala                | Italia      | 15 Riad Garcia        | Brasile     |
| Schiacciatori-laterali       |             |                       |             |
| 1 Matej Kazijski             | Bulgaria    | 4 Dore Della Lunga    | Italia      |
| 5 Osmany Juantorena          | Cuba        | 10 Valentin Bratoev   | Bulgaria    |
| Opposti                      |             |                       |             |
| 11 Tsvetan Sokolov           | Bulgaria    | 14 Jan Štokr          | Rep. Ceca   |
| Liberi                       |             |                       |             |
| 13 Massimo Colaci            | Italia      | 16 Andrea Bari        | Italia      |

## Immagini giocatori

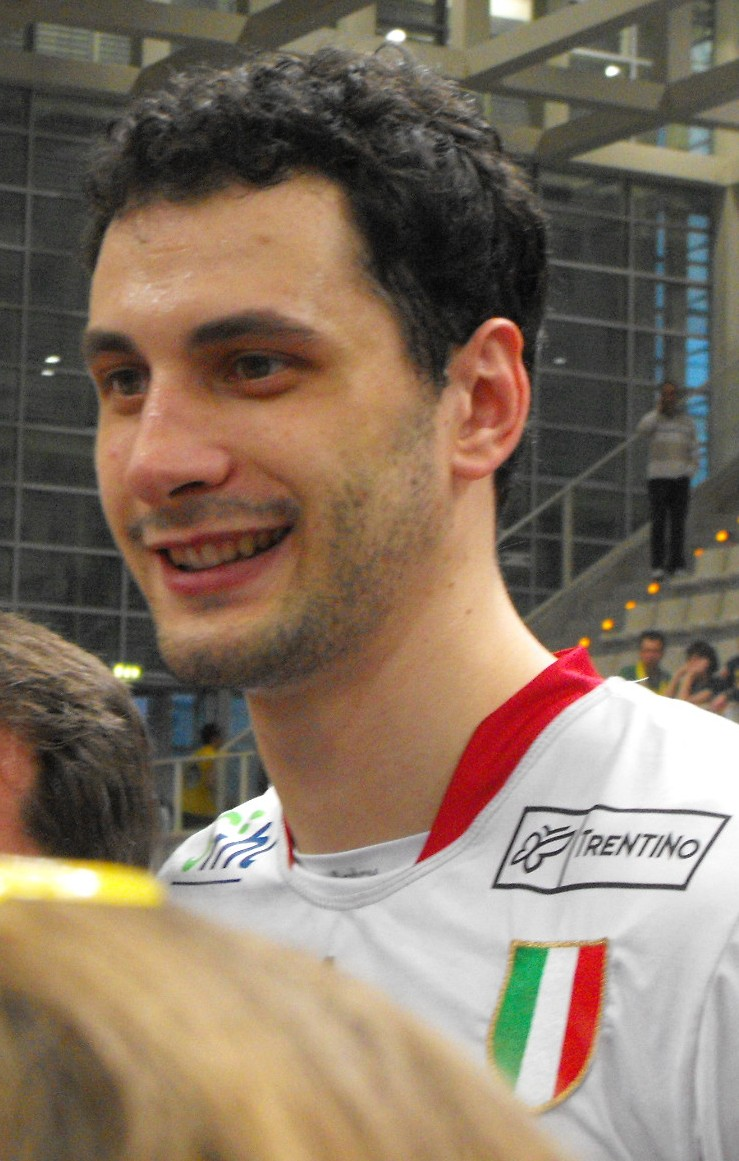
1. Matej Kazijski
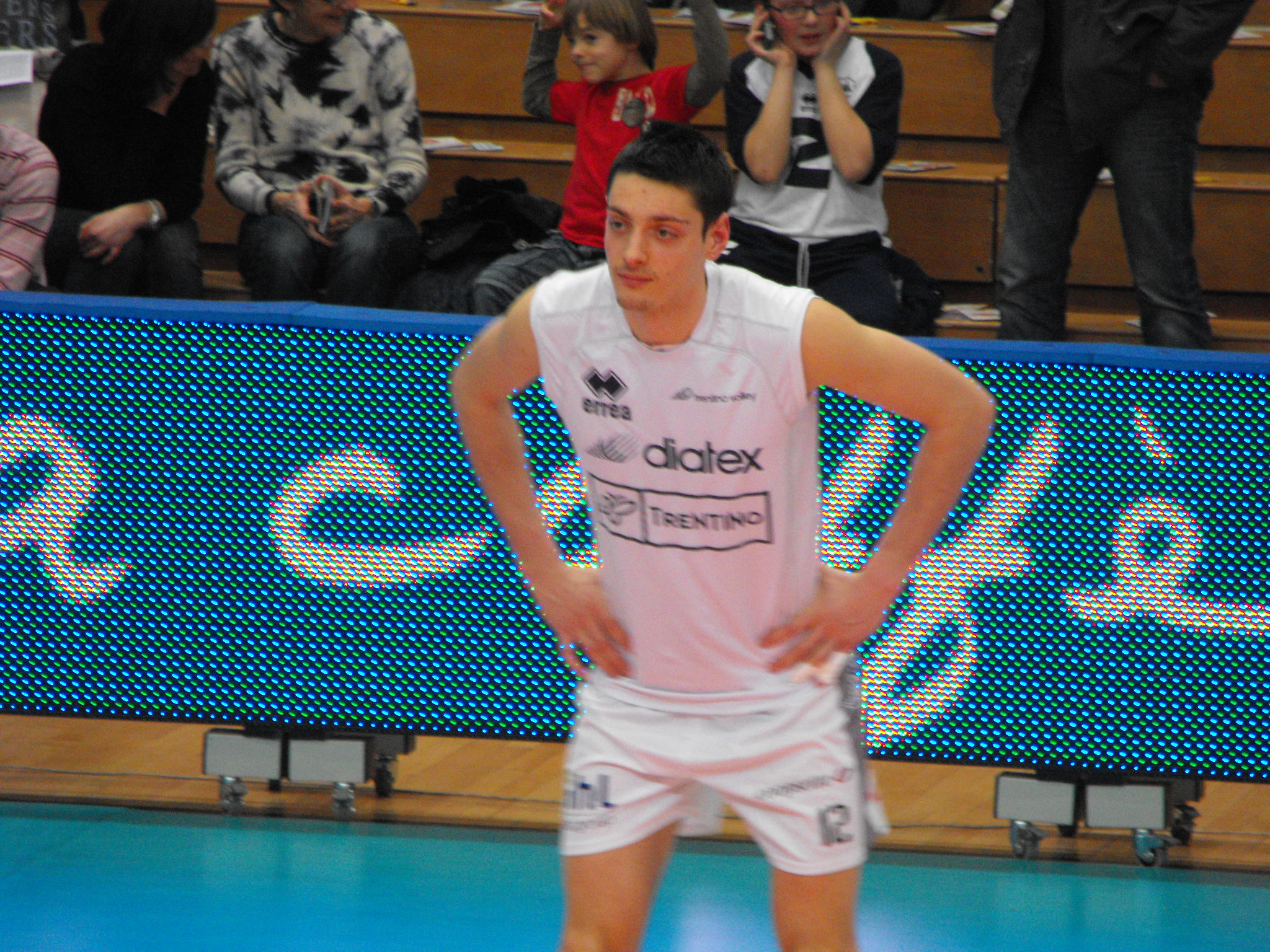
2. Nicola Leonardi
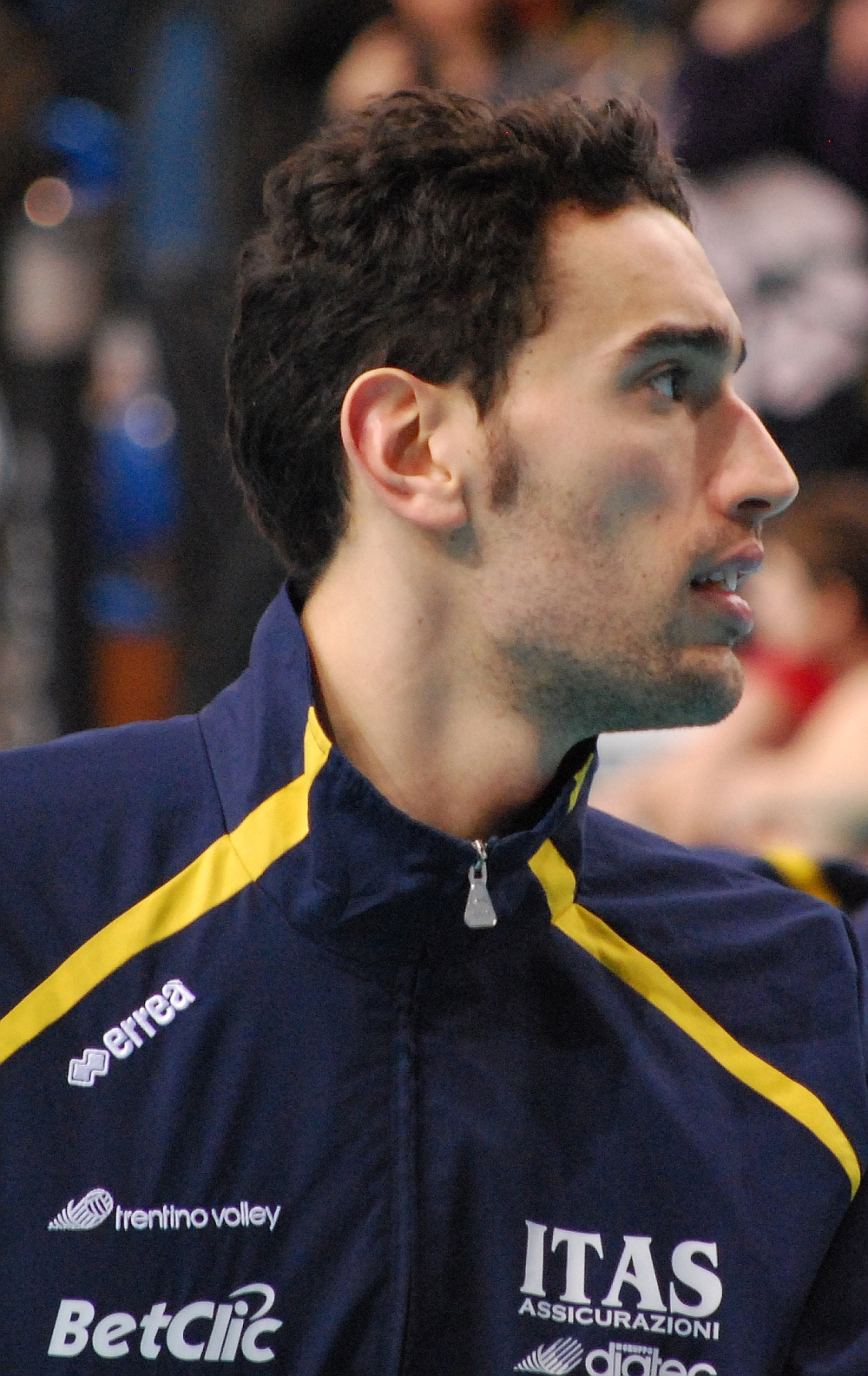
3. Emanuele Birarelli
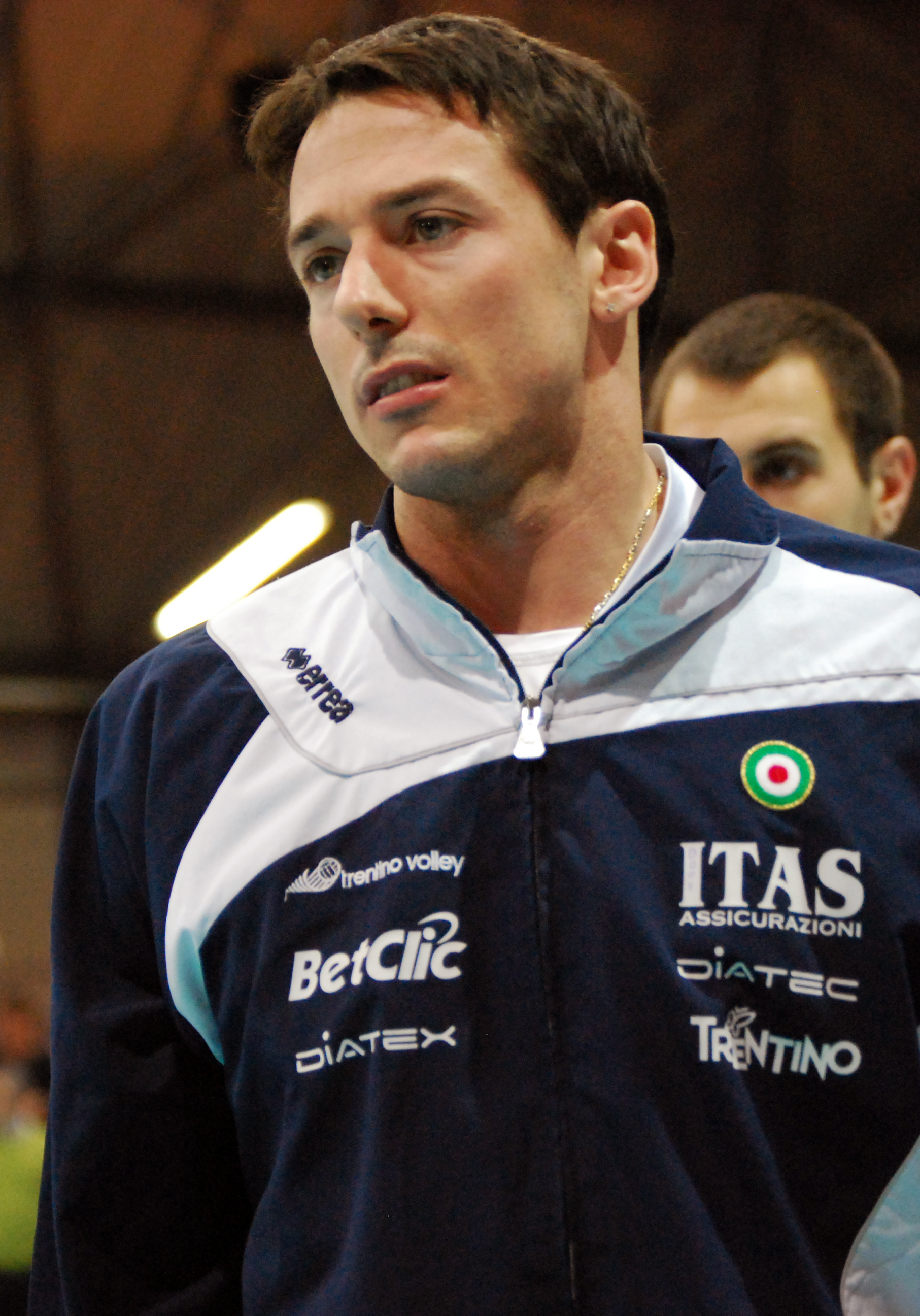
4. Dore Della Lunga
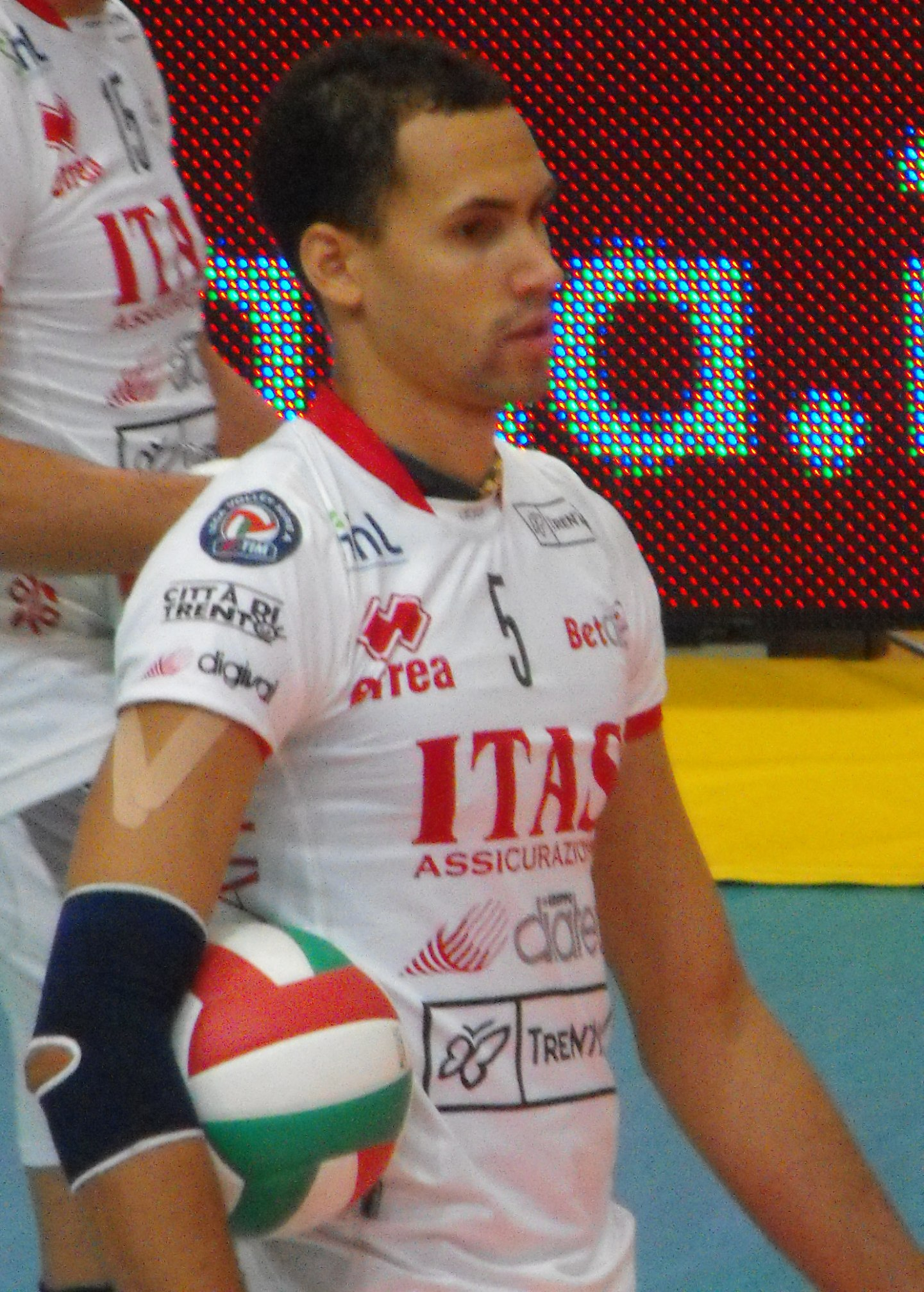
5. Osmany Juantorena
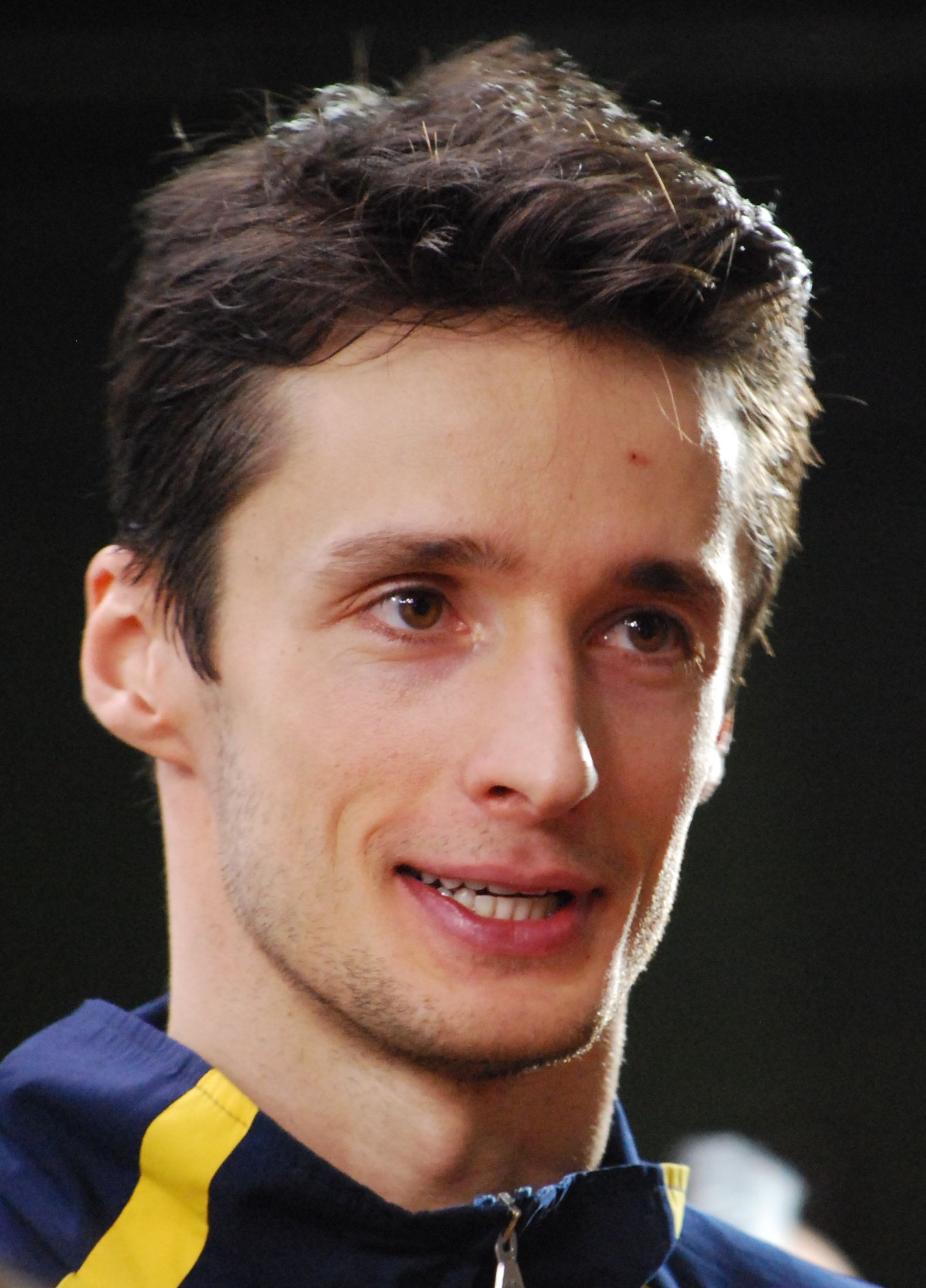
6. Łukasz Żygadło
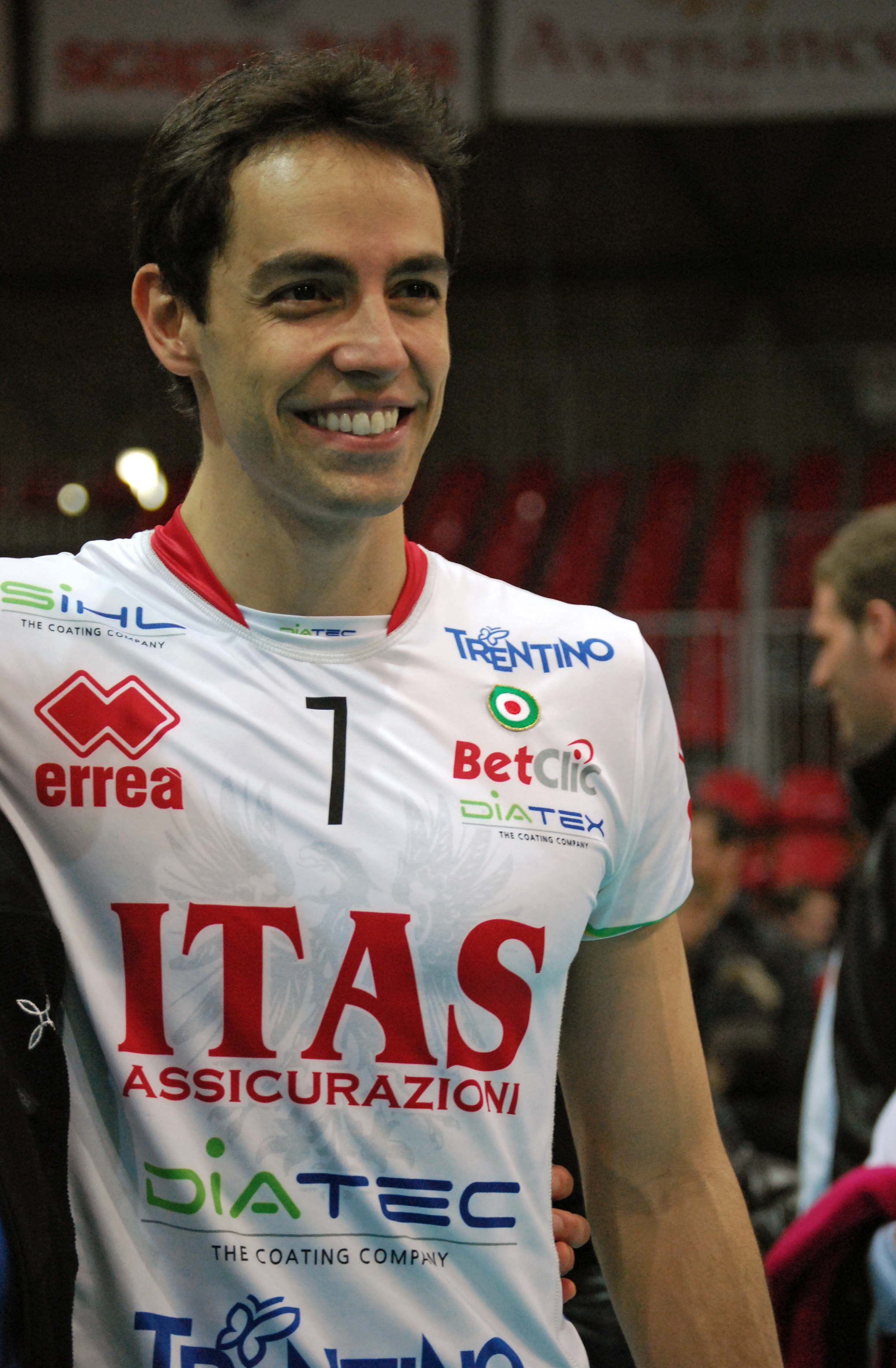
7. Raphael de Oliveira
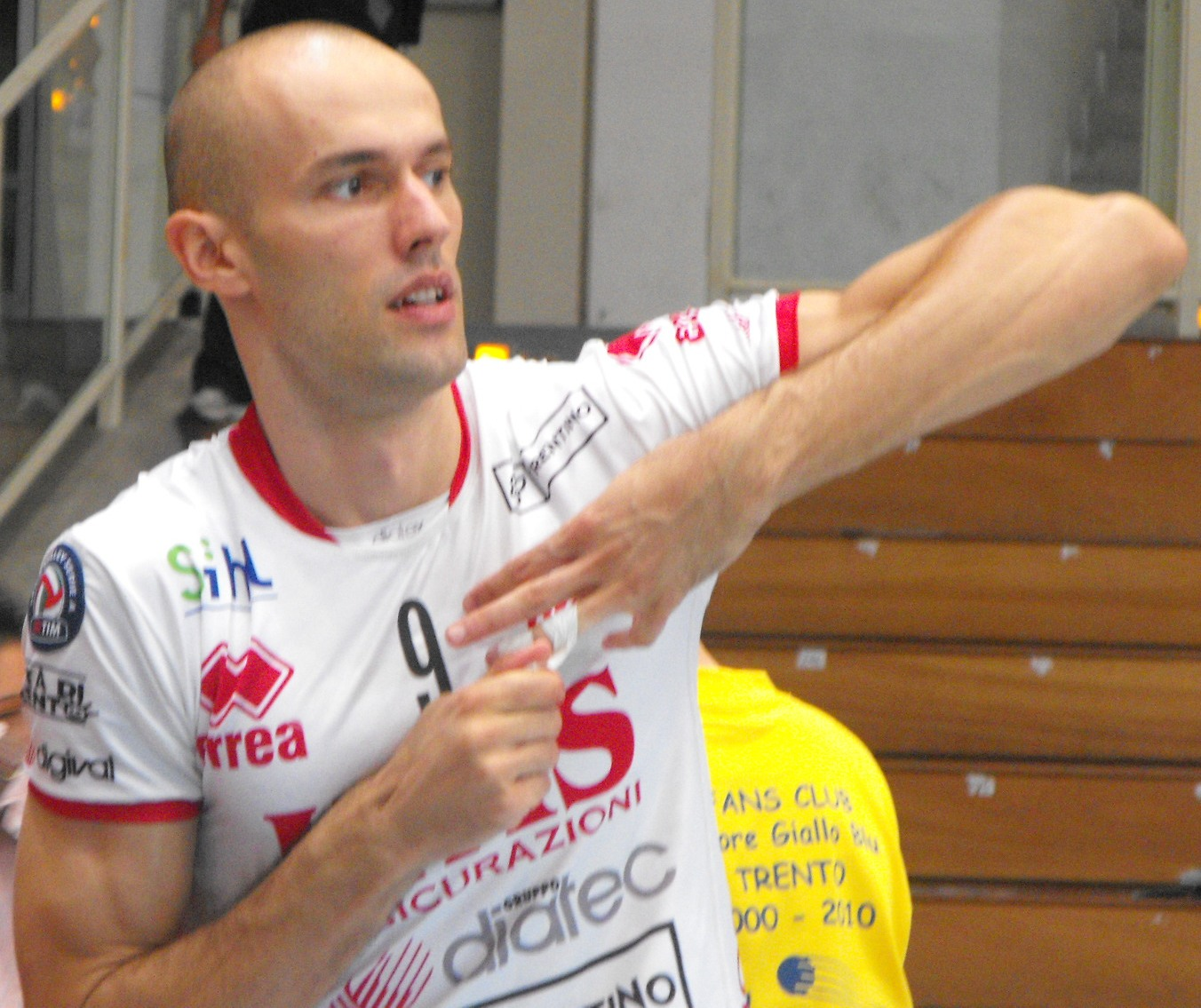
9. Andrea Sala
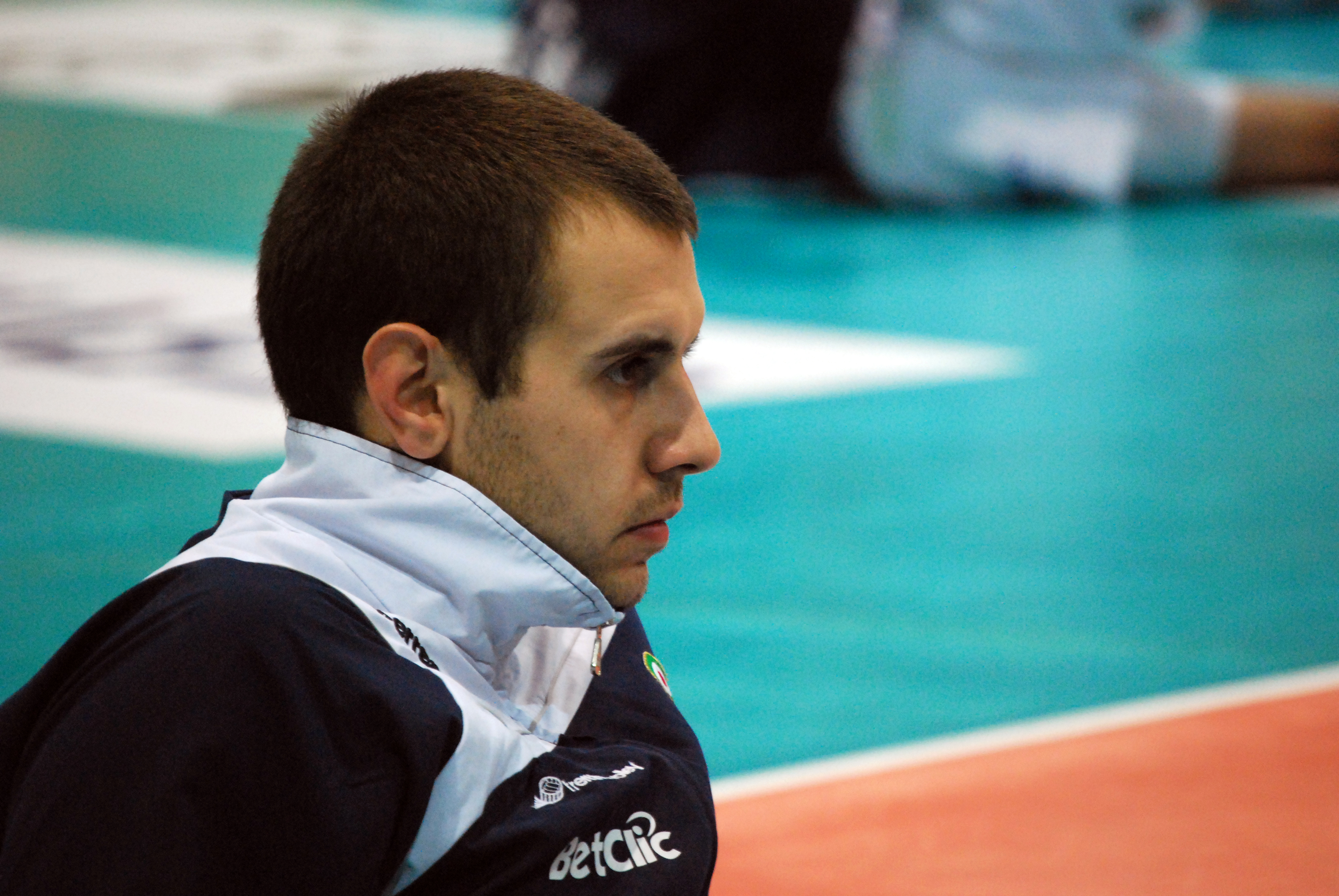
10. Valentin Bratoev
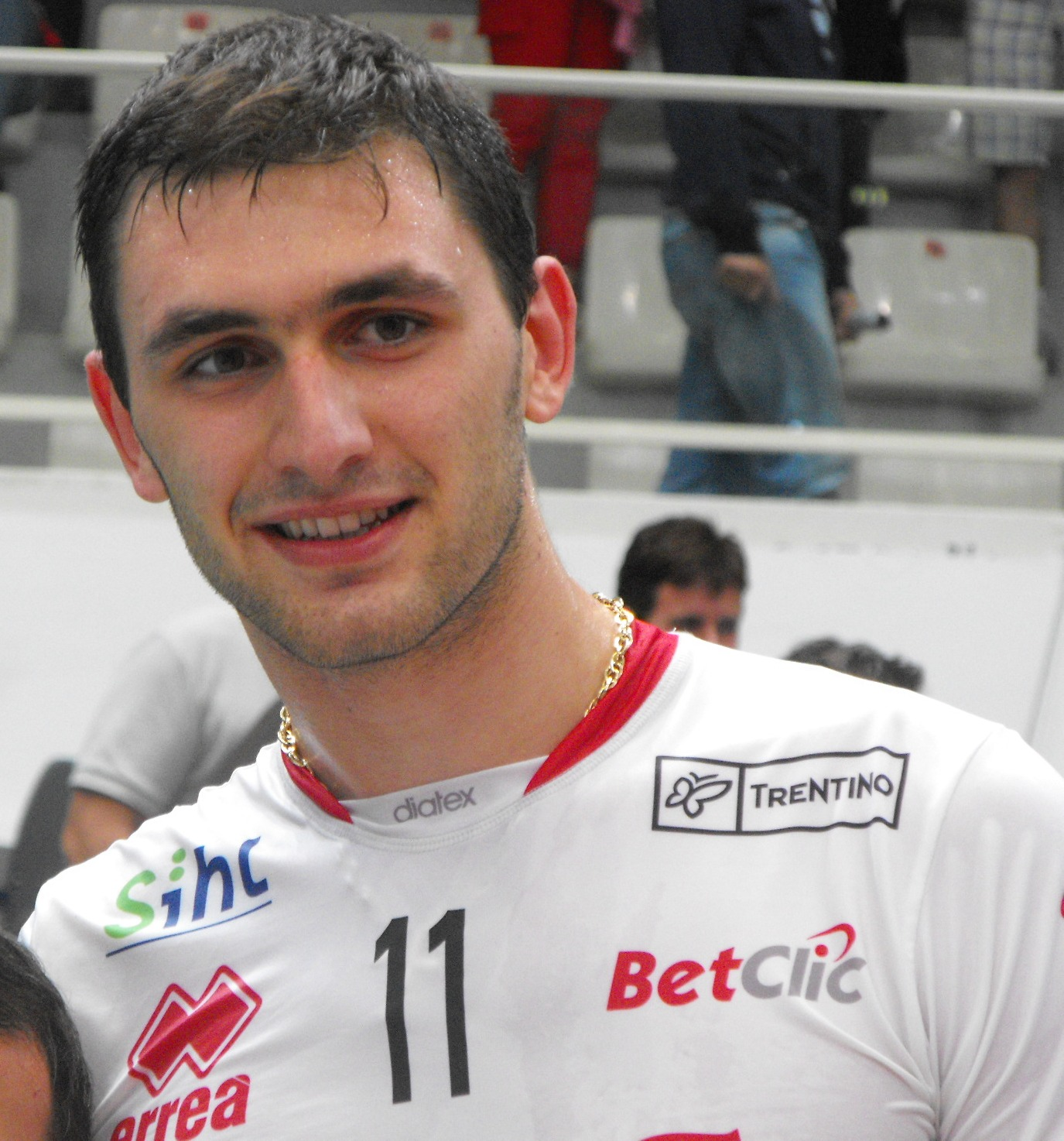
11. Tsvetan Sokolov
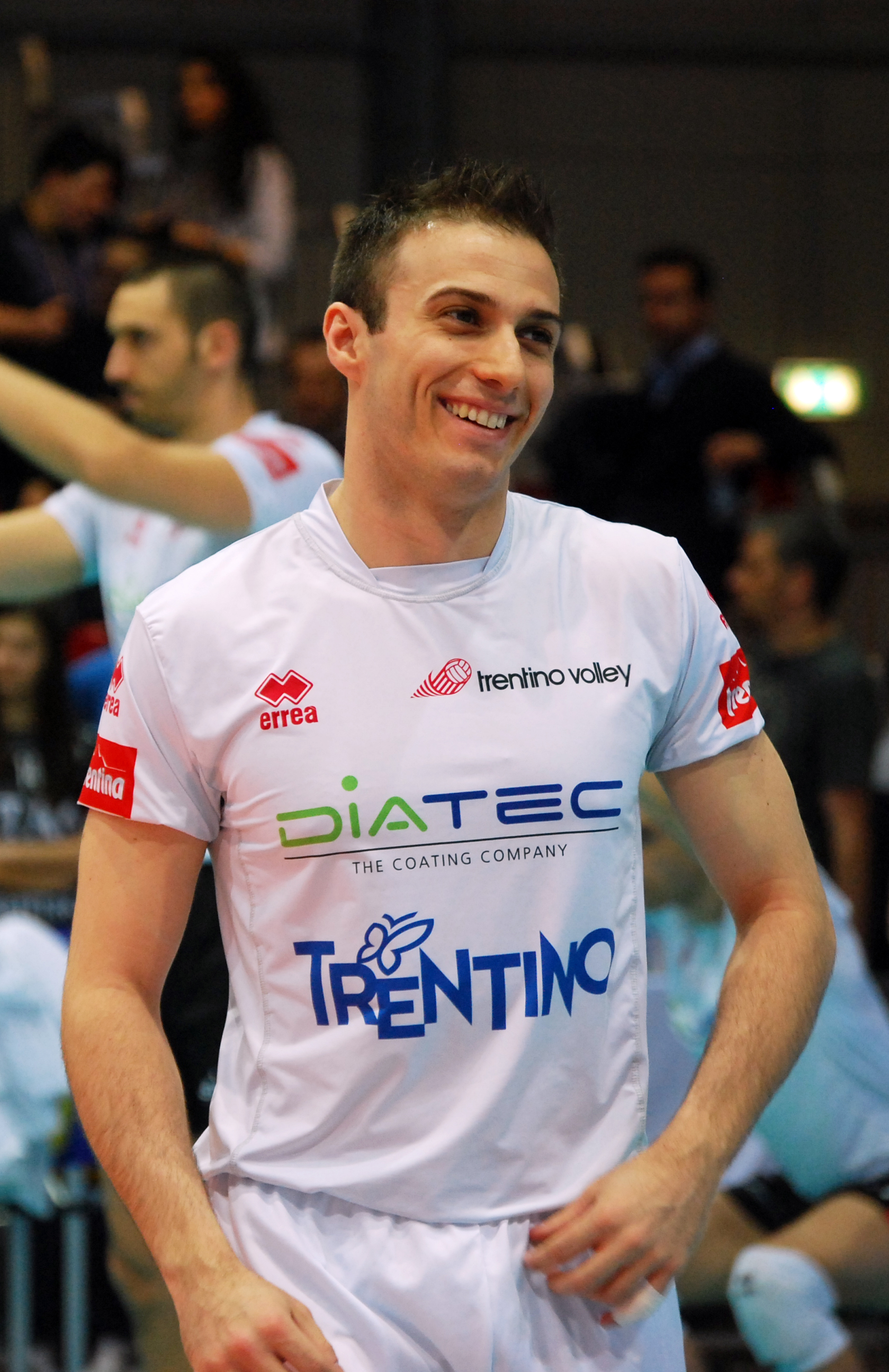
13. Massimo Colaci
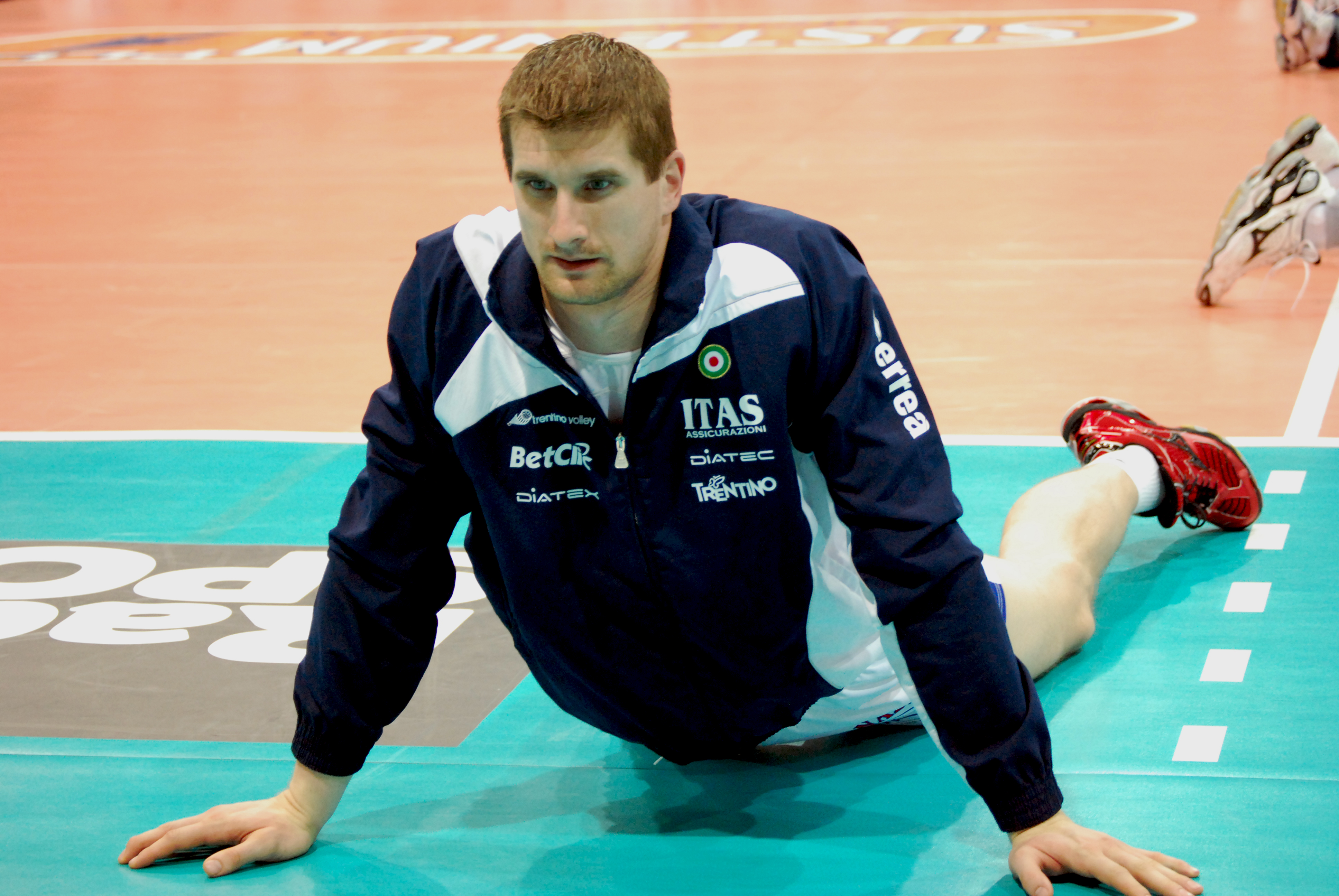
14. Jan Štokr
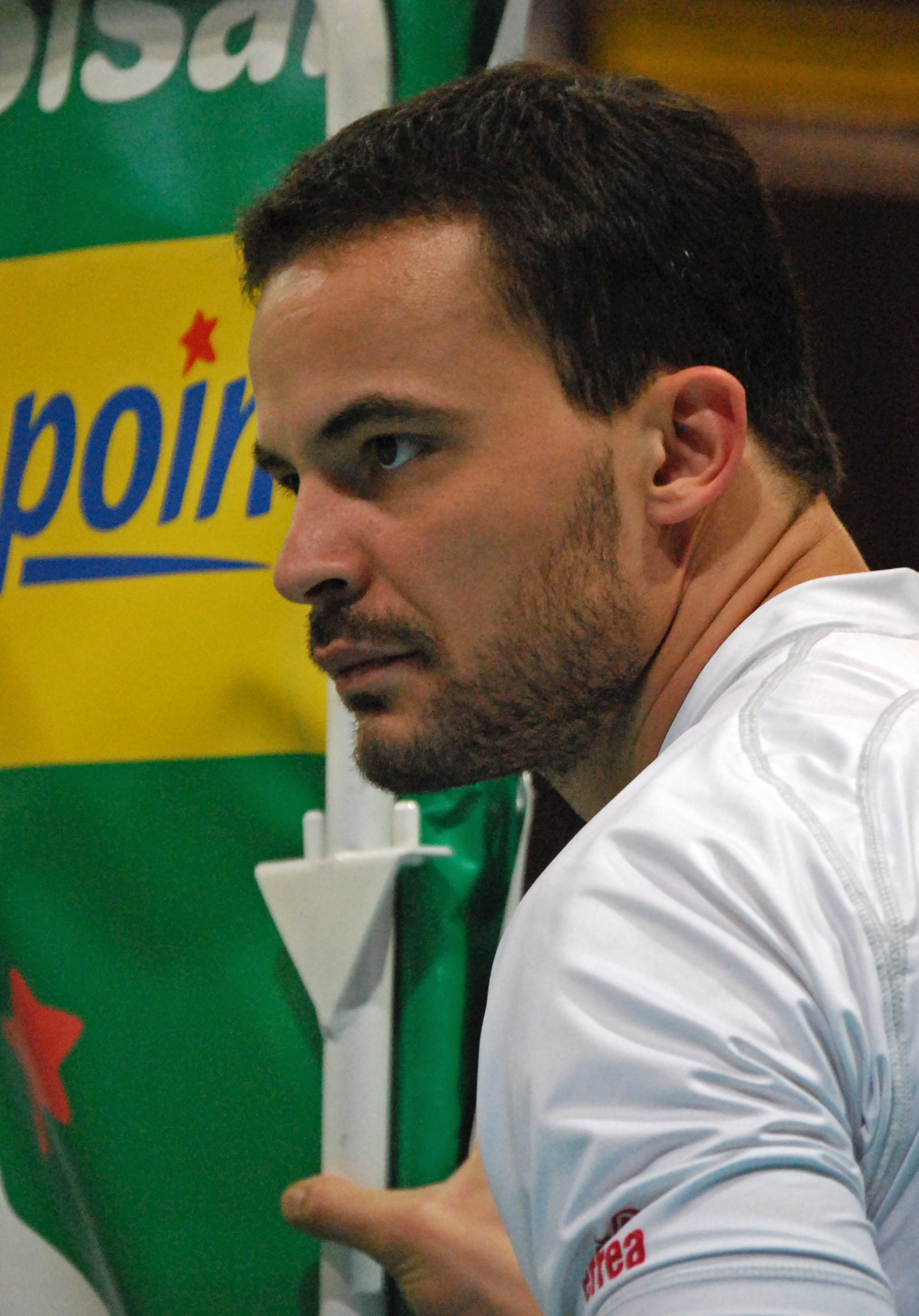
15. Riad Garcia Pires Ribeiro
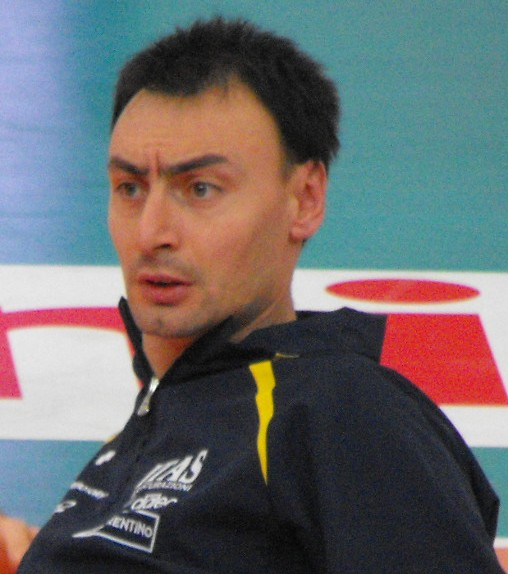
16. Andrea Bari